# Milion (singel)
MILION – singel polskiego zespołu Genzie, który został wydany 9 listopada 2022.
Nagranie otrzymało w Polsce status złotej płyty 24 kwietnia 2024.
Singel zdobył prawie 9 milionów wyświetleń w serwisie YouTube (na maj 2024) oraz ponad 5 milionów odsłuchań w serwisie Spotify (na maj 2024).

## Nagrywanie
Utwór został wyprodukowany przez Clearminda i Gara. Za mix/mastering utworu odpowiada Alan „Postirol” Kowalczewski. Tekst do utworu został napisany przez Jakuba Bireckiego oraz Patryka Barana. Utwór realizował Jakub Birecki.

## Twórcy
- Genzie – główny artysta/zespół
- Jakub Birecki – tekst, realizacja wokali
- Clearmind (Mateusz Żezala) – produkcja, kompozycja
- Gar (Adam Sarnek) – produkcja, kompozycja
- Alan “Postirol” Kowalczewski – mix/mastering
- Patryk „Mortalcio” Baran – tekst, wokal

- Faustyna Fugińska – wokal
- Bartosz „Świeży” Laskowski – wokal
- Wiktoria „Kartonii” Bochnak – wokal
- Hanna Puchalska – wokal
- Bartek Kubicki – wokal

## Certyfikaty i sprzedaż
| Kraj          | Certyfikat  | Sprzedaż |
| ------------- | ----------- | -------- |
| Polska (ZPAV) | złota płyta | 25 000+  |